# Route asiatique du patrimoine industriel
 (août 2017).
Si vous disposez d'ouvrages ou d'articles de référence ou si vous connaissez des sites web de qualité traitant du thème abordé ici, merci de compléter l'article en donnant les références utiles à sa vérifiabilité et en les liant à la section « Notes et références ».
La route asiatique du patrimoine industriel (en anglais : Asian Route of Industrial Heritage, abrégé en ARIH) est un  itinéraire thématique qui connectera les sites de patrimoine industriel de l’extrême orient les plus importants. Cet itinéraire thématique est basé sur la route européenne du patrimoine industriel (en anglais : European Route of Industrial Heritage, abrégé en ERIH).

## L'histoire
L’initiative était prise en novembre 2012 au 15e congrès de TICCIH à Taipei là où “ Taipei Declaration for Asian Industrial Heritage” était déclarée (la déclaration de patrimoine industriel de Taipei)
Le projet est soutenu par une variété d'organisations actives sur le plan de patrimoine industriel en Asie. Puis, en septembre 2014 la convention qu’est devenue la fondation de ARIH est signée par des experts et universitaires d'Asie et les représentantes de TICCIH (International Committee for the Conservation of the Industrial Heritage) et de ERIH (European Route of Industrial Heritage). 

## Les points d'ancrage
Cette route est constituée des points d’ancrage qui sont des sites de patrimoine industriel avec une importance historique ou touristique. Aujourd’hui, en 2017, ces points d’ancrage se trouvent à Taiwan, au Japon, en Malaisie, en Inde et en Chine. 